# 3차원 렌더링
3차원 렌더링(3D rendering)은 컴퓨터에서 3차원 모델을 2차원 이미지로 변환하는 3차원 컴퓨터 그래픽스 프로세스이다. 3차원 렌더링에는 사실적인 효과나 비사실적인 스타일이 포함될 수 있다.

## 렌더링 방법
렌더링은 준비된 장면에서 실제 2차원 이미지나 애니메이션을 만드는 마지막 과정이다. 이는 실제 생활에서 설정이 완료된 후 사진을 찍거나 장면을 촬영하는 것과 비교할 수 있다. 여러 가지 다양하고 전문적인 렌더링 방법이 개발되었다. 여기에는 다각형 기반 렌더링을 통한 뚜렷하게 비현실적인 와이어프레임 렌더링부터 스캔라인 렌더링, 광선 추적 또는 라디오서티와 같은 고급 기술까지 다양하다. 단일 이미지/프레임의 렌더링에는 몇 초에서 며칠이 걸릴 수 있다. 일반적으로 사실적 렌더링이나 실시간 렌더링에는 다양한 방법이 더 적합하다.

## 같이 보기
- 앰비언트 어클루전
- 컴퓨터 비전
- 그래픽
- 그래픽 처리 장치
- 출력 장치
- 디지털 화상 처리
- 화가 알고리즘
- SIGGRAPH
- 볼륨 렌더링